# 武定道
武定道（ぶてい-どう）は中華民国北京政府により設置された山東省の道。

## 沿革
1915年（民国4年）10月に設置、道尹は恵民県に設置され、下部に恵民、陽信、浜県、無棣、利津、沾化、楽陵、蒲台、商河、青城の10県を管轄した。1928年（民国17年）5月に廃止されている。

## 行政区画
廃止直前の下部行政区画は下記の通り。（50音順）
- 恵民県
- 商河県
- 青城県
- 沾化県
- 浜県
- 蒲台県
- 無棣県
- 陽信県
- 楽陵県
- 利津県